# Поляков, Константин Илларионович
Константи́н Илларио́нович Поляко́в (1924—1943) — стрелок 130-го гвардейского стрелкового полка 44-й гвардейской стрелковой дивизии 6-го гвардейского стрелкового корпуса 1-й гвардейской армии Юго-Западного фронта, гвардии красноармеец. Герой Советского Союза.

## Биография
Родился 20 февраля 1924 года в поселке Нижний Кисляй (ныне — Бутурлиновского района Воронежской области) в крестьянской семье. Русский.
Окончил 7 классов. Работал в колхозе.
В Красной Армии с 1942 года. Участник Сталинградской битвы.
Стрелок 130-го гвардейского стрелкового полка гвардии красноармеец Константин Поляков в составе группы бойцов 15 января 1943 года ворвался в расположение противника в районе железнодорожного поселка Донской (ныне Красновка Тарасовского района Ростовской области) и в течение суток отбивал многочисленные вражеские атаки. Бойцы продолжали вести огонь даже тогда, когда немцы подожгли дома. Погиб в этом бою.
Похоронен в братской могиле на станции Красновка.
Указом Президиума Верховного Совета СССР «О присвоении звания Героя Советского Союза начальствующему и рядовому составу Красной Армии» от 31 марта 1943 года за «образцовое выполнение боевых заданий командования на фронте борьбы с немецкими захватчиками и проявленные при этом отвагу и геройство» Полякову Константину Илларионовичу посмертно присвоено звание Героя Советского Союза. Также посмертно Награждён орденом Ленина.

## Память
- У перрона станции Красновка установлен памятник 13-ти Героям.
- В Москве в Центральном музее Вооруженных Сил оборудован стенд «Тринадцать Героев Красновки»[5].
- В 1999 году в посёлке Нижний Кисляй Бутурлиновского района Воронежской области на здании МОУ Нижнекисляйской СОШ, носящей имя К. И. Полякова, установлена мемориальная доска[6].
- В 1964 году в посёлке Нижний Кисляй и в 1978 году в городе Бутурлиновка именем Константина Полякова названы улицы[6].
- В Бутурлиновском краеведческом музее имеется фотостенд, посвящённый землякам-бутурлиновцам — Героям Советского Союза[7].